# Return of Saturn
Return of Saturn är No Doubts fjärde studioalbum, utgivet den 11 april 2000.

## Låtförteckning
1. "Ex-Girlfriend"   (Gwen Stefani, Tom Dumont, Tony Kanal) - 3:32
2. "Simple Kind of Life"   (Stefani) - 4:16
3. "Bathwater"   (Stefani, Kanal, Dumont) - 4:02
4. "Six Feet Under"   (Stefani, Kanal) - 2:28
5. "Magic's in the Makeup"   (Stefani, Dumont) - 4:21
6. "Artificial Sweetener"   (Stefani, Dumont, Kanal) - 3:54
7. "Marry Me"   (Stefani, Kanal) - 4:38
8. "New"   (Stefani, Dumont) - 4:26
9. "Too Late"   (Stefani, Dumont, Kanal) - 4:16
10. "Comforting Lie"   (Stefani, Dumont, Kanal) - 2:52
11. "Suspension Without Suspense"   (Stefani) - 4:10
12. "Staring Problem"   (Stefani, Kanal, Eric Stefani) - 2:43
13. "Home Now"   (Stefani, Kanal, Dumont) - 4:34
14. "Dark Blue"   (Stefani, Dumont) - 10:30

"Too Late Instrumental" är ett gömt spår efter "Dark Blue", en instrumental pianoversion av "Too Late". På internationella versioner är den efter bonusspåret.

Europeisk/Australisk bonusspår:
15. "Big Distraction"   (Stefani, Dumont) - 3:34 
Japansk bonusspår:
15. "Full Circle"   (Stefani, Kanal, Dumont) - 3:16 

## Musiker
- Gwen Stefani – sång
- Tom Dumont – gitarr
- Tony Kanal – elbas
- Adrian Young – percussion, trummor

'Övriga personer:
- Stephen Bradley - Trombon, trumpet, keyboard
- Mike Garson - Piano
- Gabrial McNair - Synthesizer, piano, trombon, keyboard
- Theo Mondle - Tabla